# Tipula
Genre
Synonymes
- Micrapsis Scudder 1894,
- Tipula (Micrapsis) Scudder 1894,
- Tipulidea Scudder 1894[1]

Tipula − du latin « tippula »,« tipoulé », « cousin », "Moine", « bibet », « faucheur/x », « cayre» ou « ch(i)èvre » «Zandibule» selon les régions, désigne un genre de diptères nématocères dont le représentant le plus connu est la tipule potagère (Tipula oleracea), nuisible aux cultures maraîchères en France. De même, les larves de la tipule des prairies (Tipula paludosa) peuvent engendrer des dégâts dans les cultures maraîchères. 
Leur aspect rappelle celui d'un moustique de très grande taille. Cependant, ce n'est pas un insecte piqueur. Cet insecte n'est pas nocif pour l'homme mais peut être envahissant. 

## Adulte
La tipule appartient à la famille des tipulidés et le genre Tipula est subdivisé en nombreux sous-genres comprenant de nombreuses espèces.
Il est fréquent d'en voir à la fin du printemps ou pendant l'été au Canada et en Europe. Au début de l'automne, la tipule cherche à entrer dans les habitations pour se protéger des premiers frimas.
Les chercheurs ont mis en évidence le premier cas de stridulation copulatoire chez les insectes : le pénis vibreur de la tipule fait en effet office de « vibromasseur ». Cet organe est un édéage modifié, une sorte de pénis chantant dont les vibrations excitent la femelle pendant la copulation.

## Larve
La larve est un long asticot gris qui vit dans le sol où elle se nourrit de racines de plantes.

## Histoire
En septembre 2010, une recrudescence de tipules a lieu en France : après une fin d'été sèche, elle est due à l'éclosion simultanée de toutes les larves, évitant l'asphyxie des sols inondés.

## Galerie

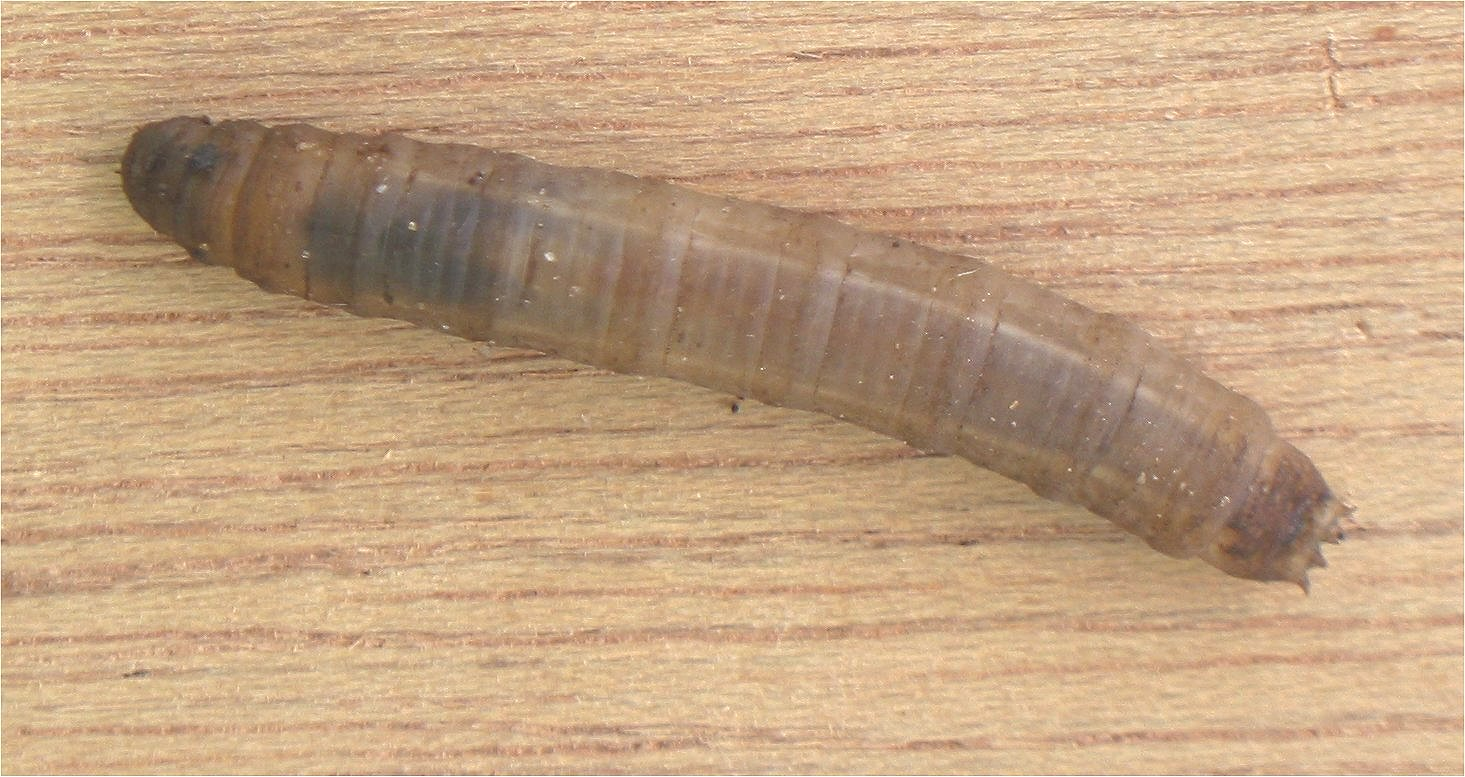
Larve.
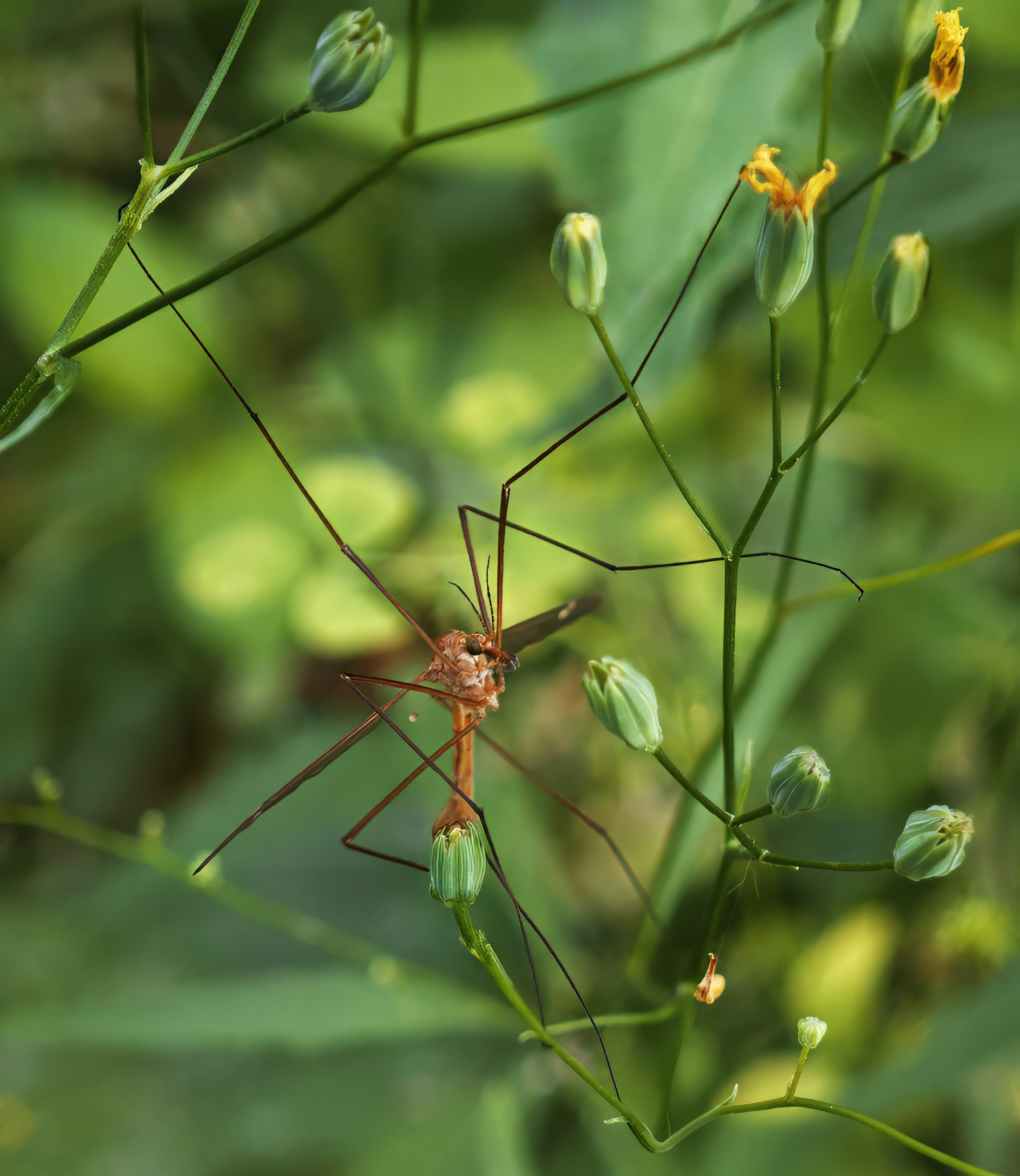
Tipula lunata male sur Lapsana communis
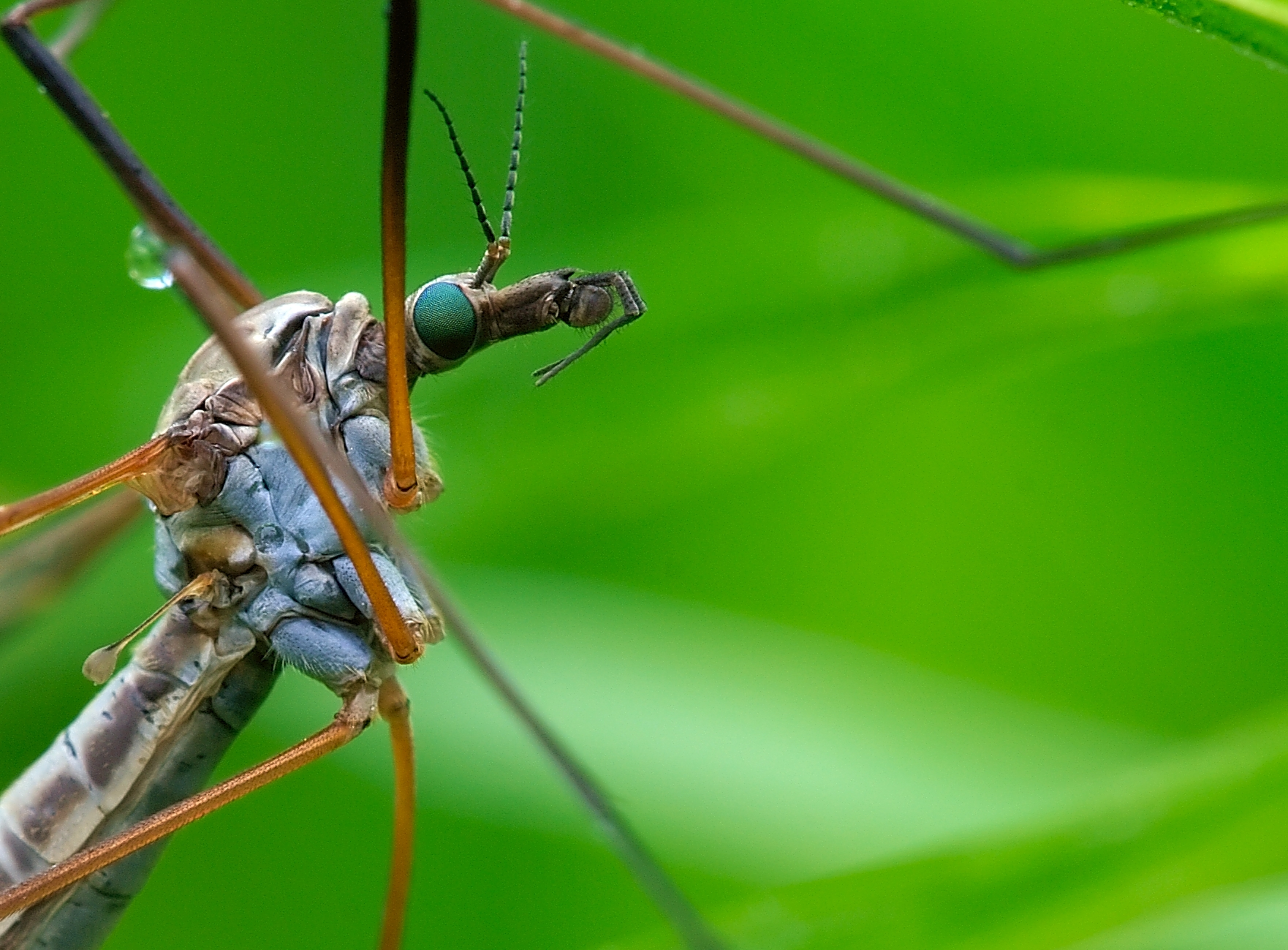
Tête de Tipulidae.